# Szuja (rzeka)
Szuja (ros Шуя, karelski Suoju) – rzeka w północno-zachodniej Rosji, w należącej do tego państwa Republice Karelii. Jej długość wynosi 194 km, powierzchnia dorzecza 10 100 km², średni przepływ – 130 m³/s. 
Wypływa z jeziora Suojarwi i wpada do jeziora Łogmoziero.